# ماتیا آرامو
ماتیا آرامو (ایتالیایی: Mattia Aramu؛ زادهٔ ۱۴ مهٔ ۱۹۹۵) بازیکن فوتبال اهل ایتالیا است.

## باشگاهی
از باشگاه‌هایی که در آن بازی کرده‌است می‌توان به باشگاه فوتبال تراپانی، باشگاه فوتبال تورینو، باشگاه فوتبال روبور سیه‌نا، باشگاه فوتبال لیورنو، و باشگاه فوتبال پرو ورچلی اشاره کرد.

## تیم ملی
وی همچنین در تیم‌های ملی فوتبال زیر ۱۷ سال ایتالیا، زیر ۱۸ سال ایتالیا، زیر ۲۰ سال ایتالیا، و زیر ۲۱ سال ایتالیا بازی کرده‌است.